# Chatchai Bootprom
Chatchai Bootprom (Thai: ฉัตรชัย บุตรพรม, * 4. Februar 1987 in Kamphaeng Phet), auch als Boy (Thai: บอย) bekannt, ist ein thailändischer Fußballspieler.

## Karriere

### Verein
Seine Karriere begann in den Jugendmannschaften von Osotspa M150 und Nakhon Sawan FC. Seinen ersten Vertrag unterschrieb er beim damaligen Zweitligisten Nakhon Sawan FC. Hier spielte er zwei Jahre und absolvierte 32 Spiele. 2010 wechselte er zu Osotspa M150, der sich 2016 in Super Power Samut Prakan FC umbenannte. Für den Verein stand er 124 Mal im Tor. 2017 unterschrieb er einen Vertrag bei Chiangrai United. Hier spielte er bis Ende 2018 und stand 30 Mal im Tor. Seit 2019 steht Chatchai beim Zweitligisten BG Pathum United FC unter Vertrag. Die Saison 2019 wurde er mit BG Meister der Thai League 2 und stieg somit in die Thai League auf. Nach einer überragenden Saison 2020/21 wurde BG am 24. Spieltag mit 19 Punkten Vorsprung thailändischer Fußballmeister. Am 1. September 2021 gewann er mit BG den Thailand Champions Cup. Das Spiel gegen den FA-Cup-Gewinner Chiangrai United im 700th Anniversary Stadium in Chiangmai gewann man mit 1:0. Im Dezember 2022 wechselte er auf Leihbasis zum Ligakonkurrenten PT Prachuap FC. Für den Erstligisten aus Prachuap stand er zehnmal zwischen den Pfosten. Nach der Ausleihe kehrte er im Sommer 2023 zu BG zurück. Nachdem er 2023 elf Ligaspiele für BG bestritten hatte, wechselte er im Januar 2024 ein zweites Mal auf Ausleihe zum Erstligisten PT Prachuap. Nach 13 Ligaspielen wurde sein Leihvertrag im Sommer 2024 um ein weiteres Jahr verlängert. Ende November 2024 kehrte er nach der Ausleihe zu BG zurück. Von hieraus wechselte er Anfang Dezember 2024 zum Ligakonkurrenten Buriram United. Am Ende der Saison 2024/25 feierte er mit Buriram die Meisterschaft. Im Mai 2025 gewann er mit Buriram die ASEAN Club Championship. Hier konnte man sich gegen den vietnamesischen Vertreter Công An Hà Nội FC in zwei Endspielen durchsetzen. Am 24. Mai 2025 stand er mit Buriram im Finale des FA Cups, das man mit 3:2 gegen den Erstligisten Muangthong United gewann. Eine Woche später stand er mit dem Verein im Finale des Thai League Cup. Hier schlug man im BG Stadium den Erstligisten Lamphun Warriors FC mit 2:0.

### Nationalmannschaft
Seit 2013 wurde Chatchai neunmal in der thailändischen Nationalmannschaft eingesetzt. Das erste Spiel absolvierte er 2013 in einem Freundschaftsspiel gegen Bhutan.

## Erfolge

### Verein
Chiangrai United
- Thailändischer Pokalsieger: 2017, 2018
- Thailändischer Supercupsieger: 2018
- Thailändischer Ligapokalsieger: 2018

BG Pathum United FC
- Thailändischer Meister: 2020/21
- Thailändischer Vizemeister: 2021/22
- Thailändischer Zweitligameister: 2019  ▲
- Thailändischer Supercupsieger: 2021

Buriram United
- Thailändischer Meister: 2024/25
- ASEAN Club Championship-Sieger: 2024/25
- Thailändischer Pokalsieger: 2024/25
- Thailändischer Ligapokalsieger: 2024/25

### Nationalmannschaft
- Südostasienmeisterschaft: 2021

## Auszeichnungen
Thai League
- Best XI: 2020/21